# Killamjaure
Killamjaure är en sjö i Gällivare kommun i Lappland och ingår i Kalixälvens huvudavrinningsområde. Sjön har en area på 0,802 kvadratkilometer och ligger 455 meter över havet. Killamjaure ligger i Stubba Natura 2000-område.

## Delavrinningsområde
Killamjaure ingår i det delavrinningsområde (746393-168176) som SMHI kallar för Utloppet av Killamjaure. Medelhöjden är 463 meter över havet och ytan är 8,59 kvadratkilometer. Det finns inga avrinningsområden uppströms utan avrinningsområdet är högsta punkten. Vattendraget som avvattnar avrinningsområdet har biflödesordning 3, vilket innebär att vattnet flödar genom totalt 3 vattendrag innan det når havet efter 275 kilometer. Avrinningsområdet består mestadels av skog (56 procent) och sankmarker (30 procent). Avrinningsområdet har 1,21 kvadratkilometer vattenytor vilket ger det en sjöprocent på 14 procent.